# Lucille Eichengreen
Lucille Eichengreen (ur. 25 lutego 1925 w Hamburgu, zm. 7 lutego 2020) – niemiecka pisarka pochodzenia żydowskiego. Autorka książek, wspomnień z okresu II wojny światowej. 
Ocalała z Holokaustu, mieszkanka łódzkiego getta, więzień hitlerowskiego obozu koncentracyjnego Auschwitz-Birkenau.

## Życie i działalność publicystyczna
Córka Beniamina i Sally. Urodziła się jako Cecylie Landau w rodzinie polskich Żydów w Hamburgu. Rodzice jej, po I wojnie światowej, wyemigrowali z Polski do Niemiec. 
Po wybuchu II wojny światowej, jej ojciec został wywieziony i zginął w obozie koncentracyjnym w Dachau, a ona wraz z matką i młodszą siostrą zostały zesłane do łódzkiego getta. Matka zmarła w 1942, a siostra zginęła w obozie zagłady w Chełmnie n. Nerem. W sierpniu 1944 r. została przetransportowana do obozu Auschwitz-Birkenau, przebywała także w obozie Neuengamme i pracowała niewolniczo na terenie Hamburga. Następnie trafiła do Bergen-Belsen. 
Po wyzwoleniu obozu Bergen-Belsen wyjechała do Stanów Zjednoczonych, gdzie wyszła za mąż za emigranta z Hamburga Dana Eichengreena i założyła rodzinę. Ma dwóch synów. Zajęła się pracą publicystyczną i napisała kilka książek. Między innymi From Ashes to Life (Z popiołów do życia) - 1994 oraz Rumkowski and the orphans of Lodz (Rumkowski i sieroty Łodzi) - 2000. Była propagatorką wiedzy o Holokauście, prowadziła wykłady na wyższych uczelniach. 
W 2007 roku otrzymała tytuł doktora honoris causa od Uniwersytetu w Giessen. W 2011 zasadziła swoje drzewko w Parku Ocalałych w Łodzi. Zmarła w swoim domu w Kalifornii 7 lutego 2020 roku.